# هاتی (قمر)

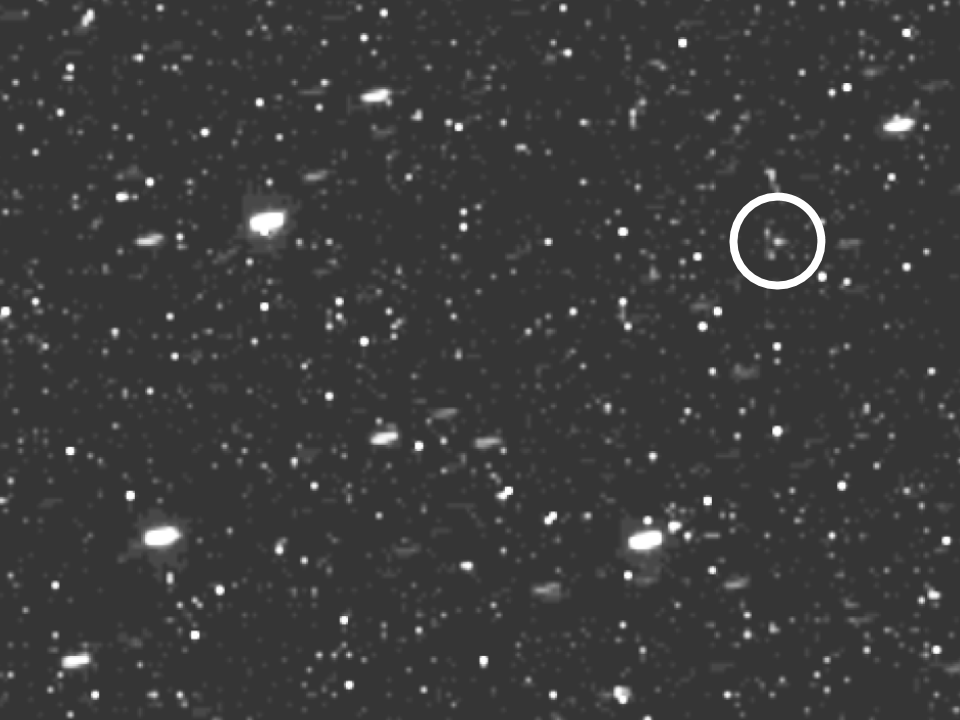
نمایی از «هاتی» روئیت‌شده توسط فضاپیمای کاسینی در نوامبر ۲۰۱۵

هاتی (به انگلیسی: Hati)، یا زحل XLIII (با نام موقت اس/۲۰۰۴ اس ۱۴)از قمرهای طبیعی سیاره زحل است. این قمر توسط اسکات اس.شپرد، دیوید سی.جویت، جن کلینه، برایان جی.مارسدن در ۴ مه سال ۲۰۰۵، از مشاهداتی که بین ۱۲ دسامبر ۲۰۰۴ و ۱۱ مارس ۲۰۰۵ صورت گرفته بود کشف شد.
هاتی حدود۶ کیلومتر قطر دارد. و با متوسط مدار ۲۰٬۳۰۳ مگامتر و دوره۱۰۸۰ روز دور زحل می‌چرخد. انحراف آن ۱۶۳ درجه نسبت به دائرةالبروج و (۱۶۵ درجه نسبت به استوای زحل) است. حرکت این قمر رجوعی و خروج از مرکز مدار آن ۰٫۲۹۱ است. در مارس ۲۰۱۳ دوره تناوب چرخشی آن توسط کاسینی پنج ونیم ساعت اندازه‌گیری شد که در بین قمرهای زحل سریع‌ترین چرخش شناخته شده است.
این قمر در آوریل ۲۰۰۷ به نام هاتی یک گرگ غول از اساطیر اسکاندیناوی پسر فنریر و برادر دوقلوی اسکول نامگذاری شد.